# Muntanyes de Phi Pan Nam

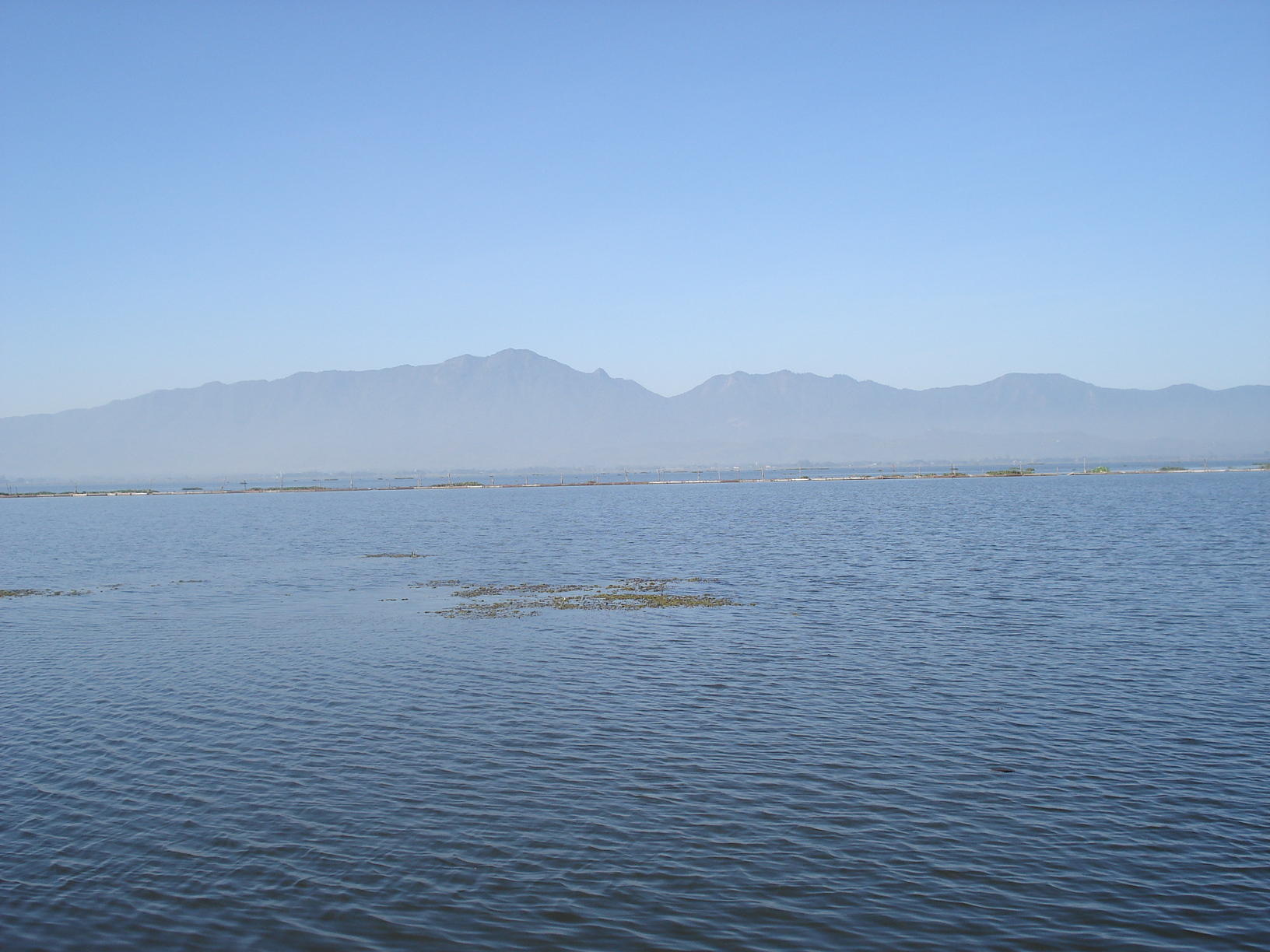
Les muntanyes de Phi Pan Nam a la vora del llac de Phayao, Tailàndia

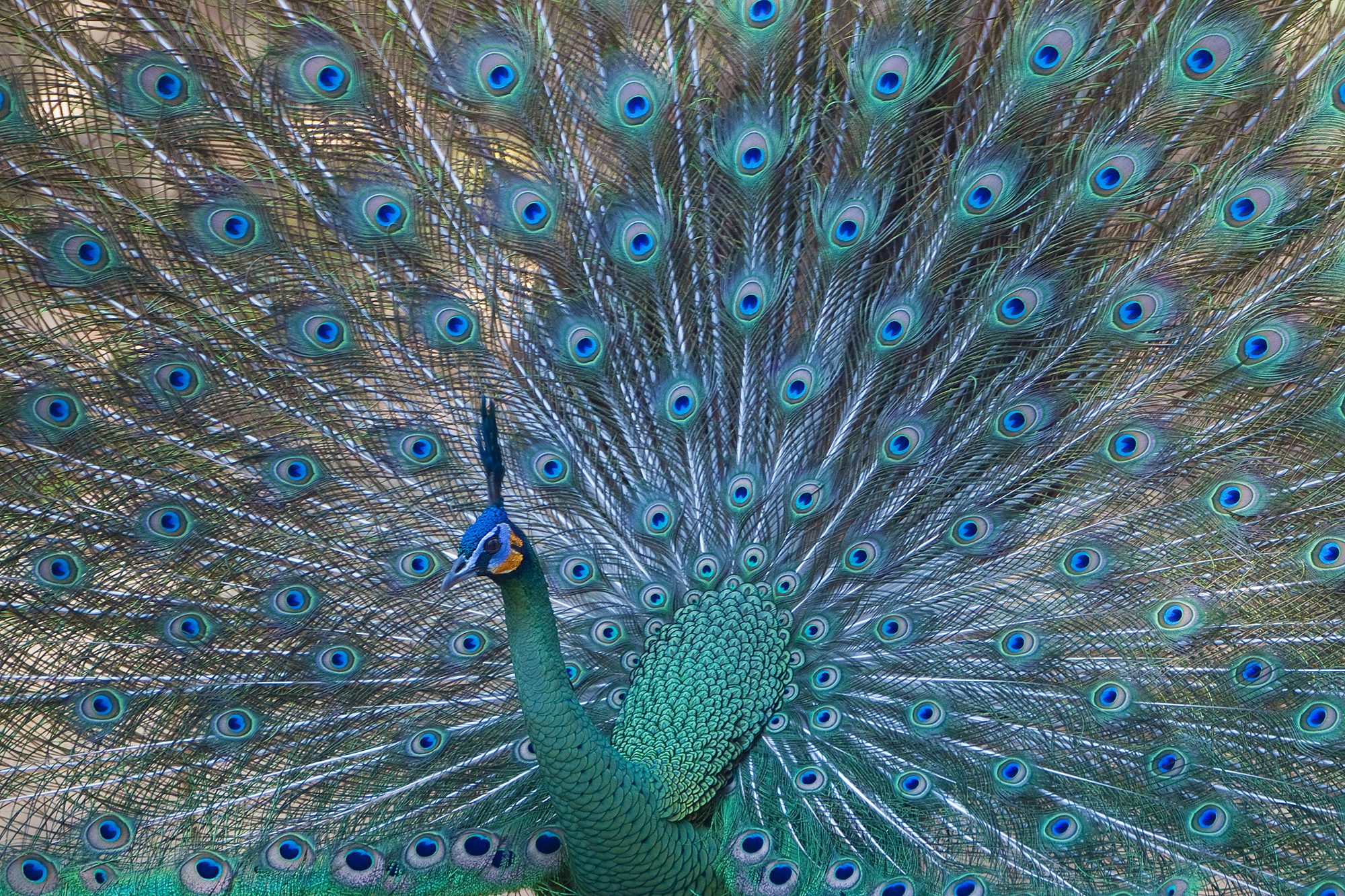
Paó verd, espècie en perill

Les Muntanyes de Phi Pan Nam (tailandès ทิวเขาผีปันน้ำ, Thiokhao Phi Pan Nam) són un conjunt de serralades de l'Àsia Sud-oriental d'uns 400 km de longitud.
Des del Mekong, a la vora de Chiang Rai aquestes muntanyes s'estenen fins a la Província de Tak. Només una petita part a l'extrem nord-est del sistema orogràfic es troba a Laos; la resta es troba a Tailàndia. El punt més alt de la serralada és el Doi Luang (1.694 m), situat al nord-oest de la serralada.
Les muntanyes de Phi Pan Nam són una sèrie de serres i depressions amb alineació NE - SO que, tot i no destacar per l'altura dels cims, tenen gran importància des del punt de vista hidrogràfic. Aquest sistema muntanyós divideix les conques del Mekong i del Chao Phraya, els rius més importants a Tailàndia. Molts rius tenen les fonts a aquestes muntanyes i el nom Tailandès "Thiokhao Phi Pan Nam" significa "serralada dels esperits que divideixen les aigües", en referència a les antigues divinitats de les muntanyes.
Geològicament les muntanyes de Phi Pan Nam tenen molta afinitat amb les Muntanyes de Khun Tan situades a l'oest, i les Muntanyes de Luang Prabang a l'est.

## Ecologia
Ecològicament els boscos d'aquestes serralades i depressions són un refugi per als elefants en certes zones protegides. També són un dels pocs llocs del món a on es troba el paó verd en estat salvatge, animal que prefereix viure a prop d'estanys o cursos d'aigua, lo més lluny possible de les zones d'habitació humana.
La zona es trobava gairebé coberta de boscos fins a mitjan segle xx. Encara n'hi ha boscos tropicals secs amb zones de boscos tropicals humits a algunes parts de les muntanyes. Malgrat les àrees protegides, com els parcs nacionals, hi ha moltes zones sotmeses a l'efecte de vora. El tram de la carretera AH2 entre Uttaradit i Chiang Rai passa pel mig d'aquestes muntanyes.